# 瓦特弗利特 (密歇根州)
瓦特弗利特（英語：Watervliet）是一個位於美國密歇根州貝林縣的城市。

## 人口
根據2020年美國人口普查的數據，瓦特弗利特的面積為3.14平方千米，當中陸地面積為3.06平方千米，而水域面積為0.08平方千米。當地共有人口1669人，而人口密度為每平方千米532人。